# Artikel 99 van de Belgische Grondwet
Artikel 99 van de Belgische grondwet is het grondwetsartikel dat het maximaal aantal ministers in een Belgische federale regering op 15 stelt en een taalevenwicht tussen de Nederlandstalige en Franstalige ministers bepaalt. Zij zullen de ministerraad vormen. De staatssecretarissen vallen niet onder deze regel.

## Tekst
De Ministerraad telt ten hoogste vijftien leden.
De Eerste Minister eventueel uitgezonderd, telt de Ministerraad evenveel Nederlandstalige als Franstalige ministers.
— Artikel 99 van de Belgische Grondwet.

## Commentaar
Het maximaal aantal ministers vindt zijn oorsprong vindt zijn oorsprong in de herziening van artikel 65 van de grondwet, dat werd aangenomen op 5 mei 1993. Het gegarandeerde evenwicht tussen Nederlandstalige en Franstalige ministers vindt zijn oorsprong in artikel 86bis aangenomen op 24 december 1970.
Na de coördinatie van de grondwet in 1994 kreeg deze bepaling nummer 99 toegewezen.
Dit artikel houdt in dat de koning maximaal 15 ministers kan benoemen. De eerste minister eventueel uitgezonderd, is de federale regering samengesteld uit evenveel Nederlandstaligen als Franstaligen. Bij een even aantal ministers zal de eerste minister opgenomen in het zogenaamde taalevenwicht en bij een taalgroep behoren.
Samen met artikel 97 en artikel 98 die de nationaliteitsvoorwaarde oplegt en de koninklijke familie uitsluit van lidmaatschap van de regering zijn dit de voorwaarden waaraan een federale regering dient te voldoen volgens de grondwet. In artikel 104 van de Belgische grondwet wordt aangegeven dat deze regel niet geldt voor staatssecretarissen.